# Bisección

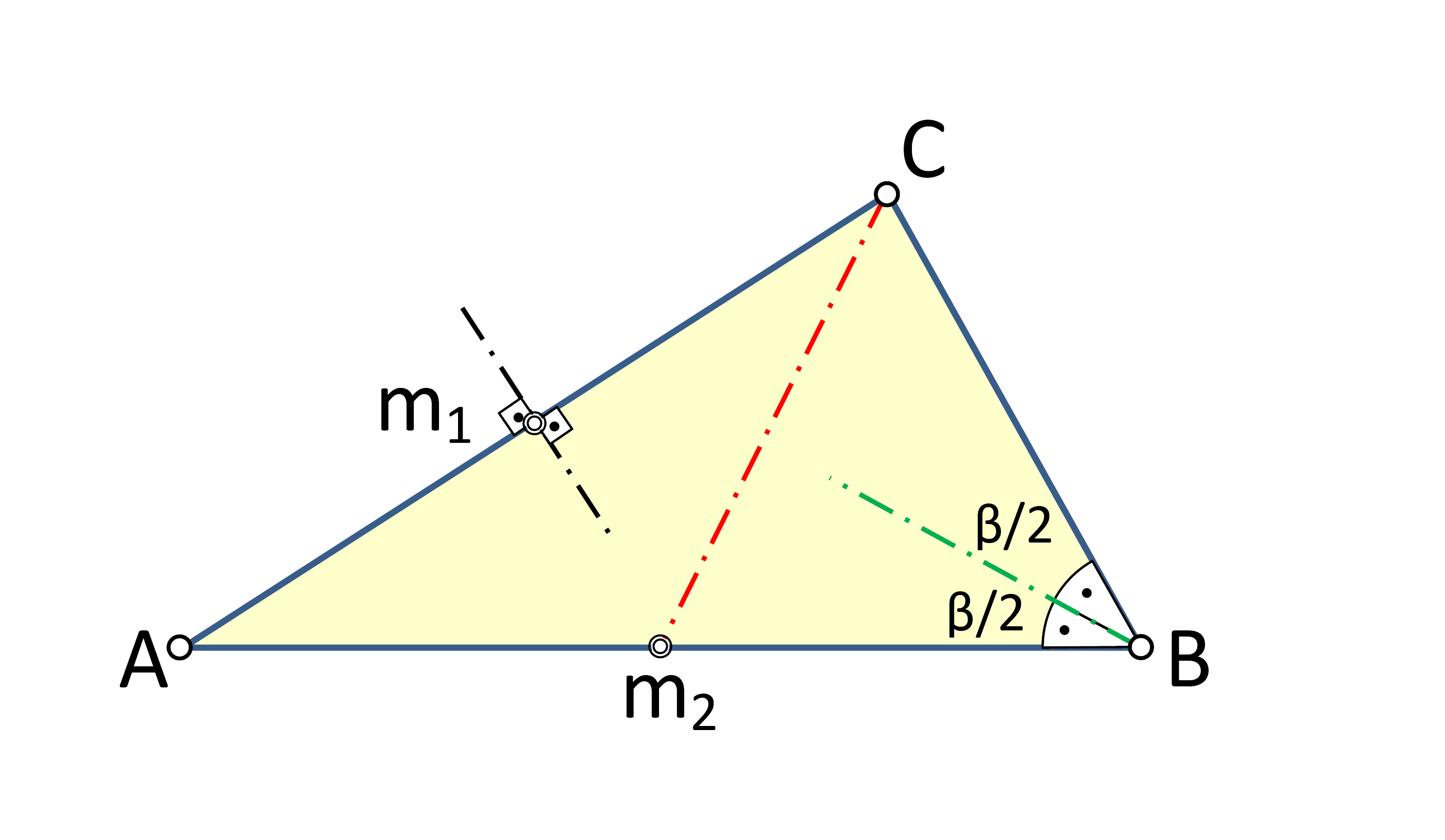
Líneas bisectoras: mediatriz (por m_{1}), mediana (por m_{2}) y bisectriz (por B). La mediana, además de bisecar el lado AB, biseca el área del triángulo ABC en dos partes iguales

La línea DE biseca la línea AB en D, la línea EF is un bisector perpendicular al segmento AD en C, y la línea EF es el bisector interior del ángulo recto AED

En geometría, el término bisección hace referencia a la división de un elemento en dos partes iguales o congruentes, generalmente mediante una línea recta, denominada bisector. 
Los tipos de bisectores más frecuentemente considerados son:
- La "mediatriz de un segmento" (la línea perpendicular que pasa por el punto medio de un segmento dado)
- La "bisectriz de un ángulo" (la línea que pasa a través del vértice de un ángulo y que lo divide en dos partes iguales)

En el espacio tridimensional, la bisección generalmente se realiza mediante un plano, también llamado "plano bisector" o "plano de bisección".

## Bisección de un segmento

Construcción de la mediatriz del segmento AB

Un bisector de un segmento pasa a través del punto medio del segmento dado.
Particularmente importante es el bisector perpendicular de un segmento, la mediatriz, que forma dos ángulos rectos con el segmento dado. La mediatriz de un segmento tiene también la propiedad de que cada uno de sus puntos es equidistante de los puntos extremos del segmento. Por lo tanto, los límites de los polígonos de Thiessen consisten en segmentos de tales líneas o planos.
En la geometría clásica, la bisección es una construcción realizable mediante regla y compás, cuya posibilidad depende de la capacidad de dibujar circunferencias de radios iguales y centros diferentes. El segmento se biseca dibujando circunferencias de intersección de igual radio, cuyos centros son respectivamente los puntos extremos del segmento, y de tal manera que cada uno pasa por un punto extremo contrario. La línea determinada por los puntos de intersección de las dos circunferencias es la mediatriz del segmento, ya que cruza el segmento por su centro. De hecho, esta construcción se usa cuando se construye una línea perpendicular a una línea dada en un punto dado: dibujando una circunferencia arbitraria cuyo centro es ese punto, interseca la línea en dos puntos más, y la perpendicular a construir es la que biseca el segmento definido por estos dos puntos.
Teorema de Brahmagupta establece que si un cuadrilátero cíclico es ortodiagonal (es decir, tiene perpendicularidad diagonal), entonces la perpendicular a un lado desde el punto de intersección de las diagonales siempre divide el lado opuesto.
Algebraicamente, la mediatriz de un segmento recto con los puntos extremos {\displaystyle P_{1}(x_{1},y_{1})} y {\displaystyle P_{2}(x_{2},y_{2})}, viene dada por la ecuación
{\displaystyle (x-x_{1})^{2}+(y-y_{1})^{2}=(x-x_{2})^{2}+(y-y_{2})^{2},}
que establece que la distancia al cuadrado de los puntos de la mediatriz a un punto extremo, es igual a la distancia al cuadrado desde ese punto hasta el otro punto extremo del segmento.

## Bisección de un ángulo

Construcción de la bisectriz de un ángulo utilizando regla y compás

Una bisectriz ángulo divide el ángulo en dos ángulos con medidas equal. Un ángulo solo tiene una bisectriz. Cada punto de una bisectriz de ángulo es equidistante de los lados del ángulo.
La bisectriz, bisector interno o bisector interior de un ángulo es la línea, recta, o segmento de línea que divide un ángulo de menos de 180° en dos ángulos iguales. La  bisectriz exterior o bisector externo es la línea que divide el ángulo (a partir de un ángulo original de menos de 180°), formado por un lado del ángulo original y la extensión del otro lado, en dos ángulos iguales.
Para dividir un ángulo con regla y compás, se dibuja una circunferencia cuyo centro es el vértice, que se corta con el ángulo en dos puntos: uno en cada uno de sus lados. Usando cada uno de estos puntos como centro, se dibujan otras dos circunferencias del mismo tamaño. La intersección de los círculos (dos puntos) determina una línea que es la bisectriz del ángulo.
La prueba de la corrección de esta construcción es bastante intuitiva, confiando en la simetría del problema. Es interesante observar que la trisección del ángulo (dividiéndolo en tres partes iguales) no se puede lograr solo con regla y compás (hecho probado por primera vez por Pierre Wantzel).
Las bisectrices internas y externas de un ángulo son perpendiculares entre sí. Si el ángulo está formado por las dos líneas dadas algebraicamente como {\displaystyle l_{1}x+m_{1}y+n_{1}=0} y {\displaystyle l_{2}x+m_{2}y+n_{2}=0,}, las bisectrices internas y externas vienen dadas por las dos ecuaciones: p.15 
{\displaystyle {\frac {l_{1}x+m_{1}y+n_{1}}{\sqrt {l_{1}^{2}+m_{1}^{2}}}}=\pm {\frac {l_{2}x+m_{2}y+n_{2}}{\sqrt {l_{2}^{2}+m_{2}^{2}}}}.}

### Triángulo

Incentro de un triángulo

#### Concurrencias y colinealidades
Las bisectrices de los ángulos interiores de un triángulo son concurrentes en un punto llamado incentro del triángulo, como se ve en el diagrama de la derecha.
Las bisectrices de dos ángulos interiores y la bisectriz del otro ángulo interior son concurrentes.: p.149 
Los tres puntos de intersección, cada uno de una bisectriz de un ángulo externo con la extensión del lado opuesto, son colineales (están en la misma línea que los otros).: p. 149 
Los tres puntos de intersección, dos de ellos entre una bisectriz de un ángulo interior y el lado opuesto, y el tercero entre la otra bisectriz de un ángulo exterior y el lado opuesto extendido, son colineales.: p. 149 

#### Teorema de la bisectriz

En este diagrama, BD:DC = AB:AC.

El teorema de la bisectriz se refiere a las longitudes relativas de los dos segmentos en los que el lado de un triángulo queda dividido por la bisectriz el ángulo opuesto. Iguala sus longitudes relativas a las longitudes relativas de los otros dos lados del triángulo.

#### Longitud
Si las longitudes de los lados de un triángulo son {\displaystyle a,b,c}, el semiperímetro {\displaystyle s=(a+b+c)/2,} y A es el lado opuesto del ángulo {\displaystyle a}, entonces la longitud de la bisectriz interna del ángulo A es: p. 70 
{\displaystyle {\frac {2{\sqrt {bcs(s-a)}}}{b+c}},}
o en términos trigonométricos,
{\displaystyle {\frac {2bc}{b+c}}\cos {\frac {A}{2}}.}
Si la bisectriz interna del ángulo A en el triángulo ABC tiene una longitud {\displaystyle t_{a}} y si esta bisectriz divide el lado opuesto A en segmentos de longitudes m y n, entonces: p.70 
{\displaystyle t_{a}^{2}+mn=bc}
donde b y c son las longitudes laterales opuestas a los vértices B y C; y el lado opuesto a A se divide en la proporción b: c.
Si las bisectrices internas de los ángulos A, B y C tienen longitudes {\displaystyle t_{a},t_{b},} y {\displaystyle t_{c}}, entonces
{\displaystyle {\frac {(b+c)^{2}}{bc}}t_{a}^{2}+{\frac {(c+a)^{2}}{ca}}t_{b}^{2}+{\frac {(a+b)^{2}}{ab}}t_{c}^{2}=(a+b+c)^{2}.}
No hay dos triángulos no congruentes que compartan el mismo conjunto de las tres longitudes de bisectriz de los ángulos internos.

#### Triángulos enteros
Existen triángulos enteros con bisectrices de coeficientes racionales.

### Cuadrilátero
Las bisectrices internas de un cuadrilátero convexo forman un cuadrilátero cíclico (es decir, los cuatro puntos de intersección de las bisectrices de ángulos adyacentes son concíclicos), o son concurrentes. En este último caso, el cuadrilátero es un cuadrilátero circunscrito.

#### Rombo
Cada diagonal de un rombo biseca sus ángulos opuestos.

#### Cuadrilátero extratangencial
El excentro de un cuadrilátero extratangencial se encuentra en la intersección de seis bisectrices: las bisectrices internas de los ángulos de dos vértices opuestos, las bisectrices de los ángulos externos (bisectrices angulares suplementarias) en los ángulos de los otros dos vértices y las bisectrices angulares externas en los ángulos formados donde se cruzan las extensiones de los lados opuestos.

### Parábola
La tangente a cualquier punto de una parábola, biseca el ángulo formado entre la línea que une dicho punto al foco de la parábola, y la línea perpendicular a la directriz desde el punto citado.

## Bisectores de los lados de un polígono

### Triángulo.

#### Medianas
Cada una de las tres medianas de un triángulo es un segmento de línea que atraviesa un vértice y el punto medio del lado opuesto, por lo que divide ese lado en dos partes iguales (aunque en general, no perpendicularmente). Las tres medianas se cruzan entre sí en el baricentro del triángulo, que es su centro de masas si tiene densidad uniforme; así, cualquier línea a través del centroide de un triángulo y uno de sus vértices divide el lado opuesto en dos partes iguales. El centroide está dos veces más cerca del punto medio de cualquier lado que del vértice opuesto.

#### Mediatrices
Las mediatrices (bisectores perpendiculares) interiores de un lado de un triángulo, son los segmentos que quedan completamente dentro del triángulo de la línea que biseca ese lado perpendicularmente. Las tres mediatrices de los tres lados de un triángulo se cruzan en el circuncentro (el centro de la circunferencia que pasa a través de los tres vértices). Por lo tanto, cualquier línea a través del circuncentro de un triángulo y perpendicular a un lado biseca ese lado.
En un triángulo acutángulo, el circuncentro divide las mediatrices interiores de los dos lados más cortos en proporciones iguales. En un triángulo obtusángulo, las dos mediatrices de los dos lados más cortos (extendidas más allá de sus lados opuestos del triángulo al circuncentro) están divididas por sus respectivos lados del triángulo que se cruzan en proporciones iguales.: Corolarios 5 y 6 
Para cualquier triángulo, las longitudes interiores de las mediatrices vienen dadas por
{\displaystyle p_{a}={\tfrac {2aT}{a^{2}+b^{2}-c^{2}}},} {\displaystyle p_{b}={\tfrac {2bT}{a^{2}+b^{2}-c^{2}}},} y {\displaystyle p_{c}={\tfrac {2cT}{a^{2}-b^{2}+c^{2}}},}
donde los lados son {\displaystyle a\geq b\geq c} y el área es {\displaystyle T.}: Teorema 2  Aunque a priori pueda parecer sorprendente, los denominadores de estas tres fórmulas no son simétricos (es decir, no intercambian de forma correlativa los valores de {\displaystyle a}, {\displaystyle b} y {\displaystyle c}).

### Cuadrilátero
Las dos bimedianas de un cuadrilátero convexo son los segmentos de línea que conectan los puntos medios de lados opuestos, por lo tanto, cada uno biseca dos lados. Las dos bimedianas y el segmento de línea que une los puntos medios de las diagonales son concurrentes en un punto llamado "centroide de los vértices" y quedan divididos en dos por este punto.: p.125 
Las cuatro "malturas" de un cuadrilátero convexo son las perpendiculares a un lado a través del punto medio del lado opuesto, por lo tanto, bisecan al segundo lado. Si el cuadrilátero es cíclico (inscrito en un círculo), estas malturas son concurrentes (todas se encuentran) en un punto común llamado "anticentro".
El teorema de Brahmagupta establece que si un cuadrilátero cíclico es ortodiagonal (es decir, tiene sus diagonales perpendiculares), entonces la perpendicular a un lado desde el punto de intersección de las diagonales siempre biseca el lado opuesto.
La construcción por mediatrices forma un nuevo cuadrilátero desde las mediatrices de los lados de un primer cuadrilátero.

## Bisectores del área y bisectores del perímetro

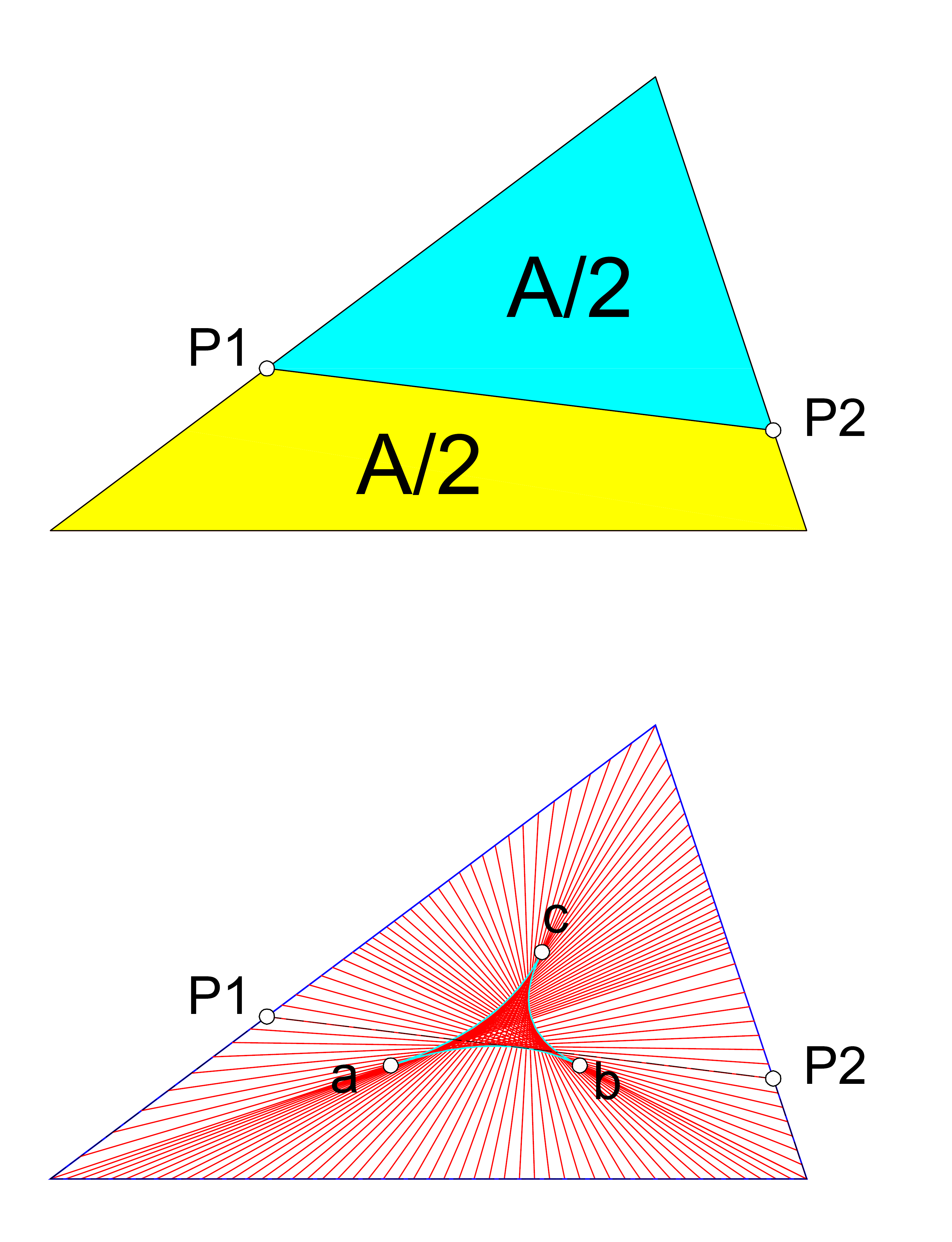
Conjunto de segmentos de recta que bisecan un triángulo, dividiéndolo en dos zonas de igual área. La envolvente interna de estas líneas está formada por tres arcos hiperbólicos (a b c)

### Triángulo
Hay una infinitud de líneas que bisecan el área de un triángulo. Tres de ellas son las medianas del triángulo (que conectan los puntos medios de los lados con los vértices opuestos), que son concurrentes en el centroide del triángulo; de hecho, son los únicos bisectores del área que pasan por el baricentro. Otros tres bisectores del área de un triángulo son rectas paralelas a sus lados; cada una de ellas interseca a los otros dos lados para dividirlos en segmentos con las proporciones {\displaystyle {\sqrt {2}}+1:1}. Estas seis líneas son concurrentes de tres en tres: además de las tres medianas que son concurrentes, cualquier mediana es concurrente con dos de las líneas bisectoras del área paralelas a los lados del triángulo.
La envolvente de la infinitud de las rectas bisectoras del área es una deltoide (en general, definida como una figura con tres vértices conectados por curvas que son cóncavas hacia el exterior del deltoide, lo que hace que los puntos interiores sean un conjunto no convexo). Los vértices del deltoide están en los puntos medios de las medianas; en todos los puntos dentro del deltoide se cortan tres bisectores del área diferentes, mientras que todos los puntos externos están solo en uno.
Por los puntos de la frontera, excluidos los vértices, pasan dos bisectores, y por los vértices uno solo, la mediana correspondiente. Los lados del deltoide son arcos de hipérbola que son asintóticos a los lados extendidos del triángulo. La relación del área de la envolvente de los bisectores del área con respecto al área del triángulo es invariante para todos los triángulos, pues se trata de un problema afín, e igual a {\displaystyle {\tfrac {3}{4}}\log _{e}(2)-{\tfrac {1}{2}},} es decir, 0.019860..., algo menos del 2%.
Una cuchilla de un triángulo es un segmento de línea que divide en dos partes de igual longitud el perímetro del triángulo y tiene un punto final en el punto medio de uno de los tres lados. Las tres cuchillas concurren en (todas atraviesan) el centro de la circunferencia de Spieker, que es el incírculo del triángulo medial. Las cuchillas son paralelas a los bisectores angulares.
Una divisoria de un triángulo es un segmento que tiene uno de sus extremos en uno de los tres vértices del triángulo cuyo perímetro biseca. Las tres divisorias coinciden en el punto de Nagel del triángulo.
Cualquier línea a través de un triángulo que divide por la mitad el área del triángulo y su perímetro, pasa por el incentro del triángulo (el centro de su circunferencia inscrita). Hay una, dos o tres de estas líneas para cualquier triángulo dado. Una línea que pasa a través del incentro divide en dos el área o el perímetro, si y solo si también divide al otro.

### Paralelogramo
Cualquier línea que cruce el punto medio de un paralelogramo divide en dos su área y su perímetro.

### Círculo y elipse
Todas las rectas bisectoras del área y del perímetro de un círculo u otra elipse pasan por su centro, y cualquier cuerda a través del centro biseca el área y el perímetro. En el caso de un círculo, son los diámetros del círculo.

## Bisectores de las diagonales

### Paralelogramo
Las diagonales de un paralelogramo se bisecan entre sí.

### Cuadrilátero
Si un segmento de línea que conecta las diagonales de un cuadrilátero biseca ambas diagonales, entonces este segmento (la línea de Newton) es bisecado por el baricentro de los vértices del cuadrilátero.

## Bisectores del volumen
Un plano que biseca dos aristas opuestas de un tetraedro en una relación dada, también divide el volumen del tetraedro en la misma proporción. Por lo tanto, cualquier plano que contenga una bimediana de un tetraedro (conectando los puntos medios de dos aristas opuestas) divide en dos su volumen.: pp.89–90 